# Каннський кінофестиваль 1956
9-й Каннський міжнародний кінофестиваль відбувся з 23 квітня по 10 травня у Каннах, Франція. Було представлено 39 повнометражних фільмів конкурсної програми та 37 короткометражок. Фестиваль відкрито показом стрічки Марія-Антуанетта — королева Франції режисера Жана Деланнуа. Фільмом закриття фестивалю було обрано Дах (реж. Вітторіо Де Сіка).

## Журі
- Моріс Леманн — Голова журі; актор, театральний режисер, продюсер,  Франція
- Арлетті, акторка,  Франція
- Луїза де Вільморен, письменниця,  Франція
- Жан-П'єр Фрожере, продюсер,  Франція
- Анрі Жансон, сценарист, діалогіст,  Франція
- Доменіко Мекколі, журналіст,  Італія
- Отто Премінґер, режисер,  США
- Джеймс Квінн,  Велика Британія
- Роджер Режан, журналіст,  Франція
- Марія Ромеро, журналістка,  Чилі
- Сергій Васильєв, режисер,  СРСР

Програми короткометражних фільмів
- Френсіс Болен, журналіст,  Бельгія
- Антонін Брусіл, адміністратор,  Чехословаччина
- Анрі Фабіані, режисер,  Франція
- Поль Грімо, режисер,  Франція
- Жан Педрікс, режисер,  Франція

## Фільми-учасники конкурсної програми
Повнометражні фільми
| Фільм                               | Назва мовою оригіналу            | Режисер                                     | Країна            |
| ----------------------------------- | -------------------------------- | ------------------------------------------- | ----------------- |
| Афера Протар                        | Afacerea Protar                  | Хараламб'є Борош                            | Румунія           |
| Барабанні палички                   | Shevgyachya Shenga               | Шантарам Атхавале                           | Індія             |
| Білява грішниця                     | Yield to the Night               | Джей Лі Томпсон                             | Велика Британія   |
| Бронзовий Христос                   | 青銅の基督 / Seido no Kirisuto   | Мінору Шибуя                                | Японія            |
| Моцарт                              | Reich mir die Hand, mein Leben   | Карл Гартль                                 | Австрія           |
| Далібор                             | Dalibor                          | Вацлав Кршка                                | Чехословаччина    |
| Дах                                 | Il tetto                         | Вітторіо Де Сіка                            | Італія Франція    |
| Дівчина в чорному                   | Το Κορίτσι με τα Μαύρα           | Міхаліс Какоянніс                           | Греція            |
| Закохані                            | Gli innamorati                   | Паоло Болоньїні                             | Італія Франція    |
| Карусель                            | Körhinta                         | Золтан Фабрі                                | Угорщина          |
| Кінь-привид                         | 幻の馬 / Maboroshi no uma        | Коджі Сіма                                  | Японія            |
| Кривава арена                       | Tarde de toros                   | Ладіслао Вайда                              | Іспанія           |
| Кріт                                | Talpa                            | Альфредо Б. Кревенна                        | Мексика           |
| Людина в сірому фланелевому костюмі | The Man in the Gray Flannel Suit | Наннеллі Джонсон                            | США               |
| Людина, що знала надто багато       | The Man Who Knew Too Much        | Альфред Гічкок                              | США               |
| Людина, якої ніколи не було         | The Man Who Never Was            | Рональд Нім                                 | Велика Британія   |
| Марія-Антуанетта — королева Франції | Marie-Antoinette reine de France | Жан Деланнуа                                | Франція Італія    |
| Мати                                | Мать                             | Марк Донськой                               | СРСР              |
| Машиніст                            | Il ferroviere                    | П'єтро Джермі                               | Італія            |
| Остання собака                      | El último perro                  | Лукас Демаре                                | Аргентина         |
| Отелло                              | Отелло                           | Сергій Юткевич                              | СРСР              |
| Педагогічна поема                   | Педагогическая поэма             | Олексій Маслюков та Мечислава Маєвська      | СРСР              |
| Пісня дороги                        | পথের পাঁচালী / Pather Panchali        | Сатьяджит Рай                               | Індія             |
| Прогулянка до раю                   | Walk Into Paradise               | Лі Робінсон                                 | Австралія Франція |
| Пункт перший                        | Точка първа                      | Боян Дановський                             | Болгарія          |
| Сім років у Тибеті                  | Seven Years in Tibet             | Ханс Нітер                                  | Велика Британія   |
| Таємна коханка                      | La escondida                     | Роберто Кавальдон                           | Мексика           |
| Таїнство Пікассо                    | Le Mystère Picasso               | Анрі-Жорж Клузо                             | Франція           |
| Тим важче падіння                   | The Harder They Fall             | Філіп Йордан                                | США               |
| Тінь                                | Cień                             | Єжи Кавалерович                             | Польща            |
| У світі безмовності                 | Le Monde du silence              | Жак-Ів Кусто та Луї Маль                    | Франція           |
| Усмішки літньої ночі                | Sommarnattens leende             | Інгмар Бергман                              | Швеція            |
| Ханка                               | Hanka                            | Славко Воркапіч                             | СФРЮ              |
| Чайки помирають в гавані            | Meeuwen sterven in de haven      | Рік Кеперс, Іво Мікільс та Роланд Верхаверт | Бельгія           |
| Юність жінки                        | Shabab emraa                     | Салах Абу Сейф                              | Єгипет            |
| Я живу в страху                     | 生きものの記録                   | Акіра Куросава                              | Японія            |
| Я плакатиму завтра                  | I'll Cry Tomorrow                | Деніел Манн                                 | США               |
|                                     | Sob o Céu da Bahia               | Ернесто Ремані                              | Бразилія          |
|                                     | Toubib el affia                  | Генрі Жак                                   | Марокко           |

## Нагороди
- Золота пальмова гілка: У світі безмовності, режисер Жак-Ів Кусто та Луї Маль
- Приз журі: Таїнство Пікассо режисер Анрі-Жорж Клузо
- Приз за найкращу жіночу роль: Сьюзен Гейворд — Я плакатиму завтра
- Приз за найкращу чоловічу роль: Не вручалася
- Приз за найкращу режисуру: Сергій Юткевич — Отелло
- Золота пальмова гілка за короткометражний фільм: Червона куля
- Найкращий фільм з вигаданим сюжетом: Лурджа Магдани
- Найкраща лірична комедія: Усмішки літньої ночі
- Найкращий фільм про людей: Пісня дороги
- Приз Міжнародної Католицької організації в області кіно (OCIC): Дах
- Особливий приз Міжнародної Католицької організації в області кіно (OCIC):
  - Пісня дороги
  - Машиніст
  - Людина в сірому фланелевому костюмі